# 艾恩伍德 (密歇根州)
艾恩伍德（英語：Ironwood）是一個位於美國密歇根州戈吉比克縣的城市。

## 人口
根據2020年美國人口普查的數據，艾恩伍德的面積為17.04平方千米，當中陸地面積為17.04平方千米，而水域面積為0.00平方千米。當地共有人口5045人，而人口密度為每平方千米296人。